# Тайчжоу Юаньда
«Тайчжоу Юаньда» или (кит. 泰州远大足球俱乐部) — китайский футбольный клуб из провинции Цзянсу, город Тайчжоу, победитель Любительской лиги Китая по футболу 2018 года, что позволило клубу с сезона 2019 года выступать во второй лиге.

## История клуба
Футбольный клуб «Тайчжоу Юаньда» был создан 22 января 2017 года. В 2018 году команда выиграла региональные соревнования провинции Цзянсу, а также выступала в региональном финале, что позволило попасть в общенациональный финал. По итогам розыгрыша команда получила возможность выступать во второй лиге сезона 2019 года, а также получила профессиональный статус. В качестве тренера был приглашён известный специалист Инь Тешэн.
21 марта 2021 года клуб объявил о прекращении своего существования. Решение о закрытии клуба было принято в связи с финансовыми проблемами.